# Territorialprälatur Bocas del Toro
Die Territorialprälatur Bocas del Toro (lateinisch Praelatura Territorialis Buccae Taurinae, spanisch Prelatura de Bocas del Toro) ist eine römisch-katholische Territorialprälatur mit Sitz in Bocas del Toro in Panama. 
Papst Johannes XXIII. gründete mit der Bulle Novae Ecclesiae  am 17. Oktober 1962 die Territorialprälatur Bocas del Toro aus Gebietsabtretungen des Bistums David und unterstellte es dem Erzbistum Panama als Suffraganbistum. Es umfasst die Provinz Bocas del Toro und das indigene Territorium Ngöbe-Buglé.

## Prälaten von Bocas del Toro
- Martín Legarra Tellechea OAR (6. November 1963 – 3. April 1969, dann Bischof von Santiago de Veraguas)
- José Agustín Ganuza García OAR (12. März 1970 – 1. Mai 2008)
- Anibal Saldaña Santamaría OAR (seit 1. Mai 2008)